# Attentat de la gare de Tarnów
L'attentat de la gare de Tarnów est une explosion meurtrière menée par un saboteur allemand deux jours avant le début de la Seconde Guerre mondiale. L'attaque a lieu dans la ville de Tarnów, en Pologne, avant l'invasion du pays conjointe par l'Allemagne nazie et l'Union soviétique.
La population de Tarnów en 1939 est d'environ 40 000 habitants et il s'agit d'une ville industrielle. La gare de Tarnów Główny est fréquentée car située sur la ligne de chemin de fer reliant les deux agglomérations de Cracovie à l'ouest et de Lwów à l'est. Les trains traversant Tarnów transportent ainsi des milliers de voyageurs. La menace d'un conflit imminent avec l'Allemagne ajoute à la foule de nombreux soldats de réserve de l'armée polonaise qui ont pour ordre de se présenter à leurs unités, la situation internationale s'aggravant de jour en jour.
Le trafic dense est interrompu brusquement le 28 août 1939 à 23 h 18 quand une bombe à retardement, laissée par Antoni Guzy, explose dans la gare. Vingt personnes sont tuées et 35 autres sont blessées. Des journalistes voient alors cet acte comme le début de la guerre,,.

## Déroulement
Le saboteur est un homme du nom d'Antoni Guzy, originaire de Bielsko. Il est le fils d'une mère allemande et d'un père polonais, mort pendant la Première Guerre mondiale. En 1938, il perd son emploi de serrurier puis rejoint la Gewerkschaft Deutscher Arbeiter, une agence permettant de trouver un emploi en Allemagne.
C'est probablement par l'intermédiaire de cette agence qu'il est persuadé de mener l'attaque. Il voyage de Gliwice à Tarnów avec un homme de Skoczów nommé Neumann. D'après les instructions de Neumann, il pose deux valises remplies d'explosifs dans la salle des bagages, puis va au restaurant de la gare attendre un autre train allant à Cracovie. Il est supposé que Guzy lui-même ne savait pas quand la bombe exploserait car il se promenait dans la gare quand l'explosion a lieu. Il s'enfuit alors de panique avec les autres passagers. Il est possible que les instigateurs allemands de l'attaque avaient prévu de le laisser mourir dans l'attaque.
Un train en provenance de Cracovie étant arrivé huit minutes en retard, le nombre de victimes aurait pu être beaucoup plus élevé. Aussi, quelques minutes avant l'explosion, un transport militaire avec de nombreux soldats quitte la gare.
Environ un tiers de la gare est détruit. Des cheminots et des policiers passèrent des heures à chercher les victimes dans les décombres.
Après l'explosion, Guzy est arrêté par la police des chemins de fer pour un contrôle d'identité puis relâché. Il est finalement arrêté de nouveau plus tard près de la gare car il fut reconnu comme l'homme qui avait laissé les valises. Au cours de l'interrogatoire, il dit qu'il était désolé de ce qui s'était passé et qu'il n'avait jamais reçu d'argent. Le sort ultérieur de Guzy est incertain. Une enquête allemande menée en 1941 conclut qu'il aurait été abattu dans les premiers jours de septembre 1939, avant que les Allemands n'aient atteint la région.

## Postérité
Une plaque placée à côté de l'entrée de l'actuelle gare de Tarnów commémore l'événement.